# Wilhelm Hayen
Heinrich Wilhelm Ludwig Hayen (* 10. August 1834 in Oldenburg; † 26. Juni 1918 ebenda) war ein deutscher Jurist und Geheimer Oberkirchenrat.

## Leben und Beruf
Wilhelm Hayen, Sohn eines Oberappellationsgerichtsrates und späteren Konsistorialpräsidenten, studierte nach dem Abitur in Oldenburg Rechtswissenschaften in Heidelberg, Tübingen, Berlin und Göttingen. Während seiner Zeit an den süddeutschen Universitäten nutze er die Semesterferien zu weiten Reisen in die Schweiz, nach Frankreich, Spanien und Italien; in Göttingen wurde er Mitglied der Burschenschaft Hannovera. Die Staatsprüfung bestand er in Oldenburg. Danach trat er in den Justizdienst des Großherzogtums Oldenburg ein und war zunächst Hilfsrichter am Obergericht Varel. Später gehörte er der Staatsanwaltschaft Varel an; 1874 wurde er Amtsrichter in Wildeshausen und erhielt den Titel Justizrat.
Zwei Jahre später wechselte er in den kirchlichen Dienst und wurde weltliches Mitglied des Oberkirchenrates und des Oberschulkollegiums des Großherzogtums Oldenburg. An der Novellierung des Kirchenrechts von 1888 im Großherzogtums Oldenburg wirkte er maßgeblich mit. 1890 wurde er zum Geheimen Kirchenrat und 1904 zum Geheimen Oberkirchenrat befördert. Aus dieser Tätigkeit heraus entstanden grundlegende Veröffentlichungen zum Kirchenrecht der oldenburgischen Landeskirche.
Außerdem war Wilhelm Hayen lange Zeit Vorstandsvorsitzender des Diakonissen-Mutterhauses „Elisabethstift“ in Oldenburg. Er gehörte auch dem Vorstand des Vereins für Altertumskunde und Landesgeschichte in Oldenburg an und verfasste Artikel zu geschichtlichen und gesellschaftlichen Themen, die lokale Ereignisse betrafen. Eine Abhandlung von allgemeinem Interesse gelang ihm durch die Auswertung der Tagebücher seines Vaters Heinrich Wilhelm Hayen (1791–1854), Vizepräsident des Oberappellationsgerichts Oldenburg, der während der Zeit Jura studierte, als Oldenburg und ganz Nordwestdeutschland zu Frankreich gehörten.
Für seine Verdienste wurde Wilhelm Hayen u. a. mit dem Ehren-Ritterkreuz 1. Klasse des Großherzogtums Oldenburg ausgezeichnet.

## Veröffentlichungen (Auswahl)
- Oldenburgisches Kirchenrecht. Vorschriften und Entscheidungen für die evangelisch-lutherische Kirche des Herzogthums Oldenburg, Schulze, Oldenburg 1888
- Sammlung von Vorschriften und Entscheidungen für die evangelisch-lutherische Kirche des Herzogtums Oldenburg zum Gebrauch in den Kirchen-Gemeinden, Littmann, Oldenburg 1911
- Ein oldenburgischer Student der Rechte vor 100 Jahren, in: Jahrbuch für die Geschichte des Herzogtums Oldenburg, Band 21, Stalling, Oldenburg 1913